# Vierteilung

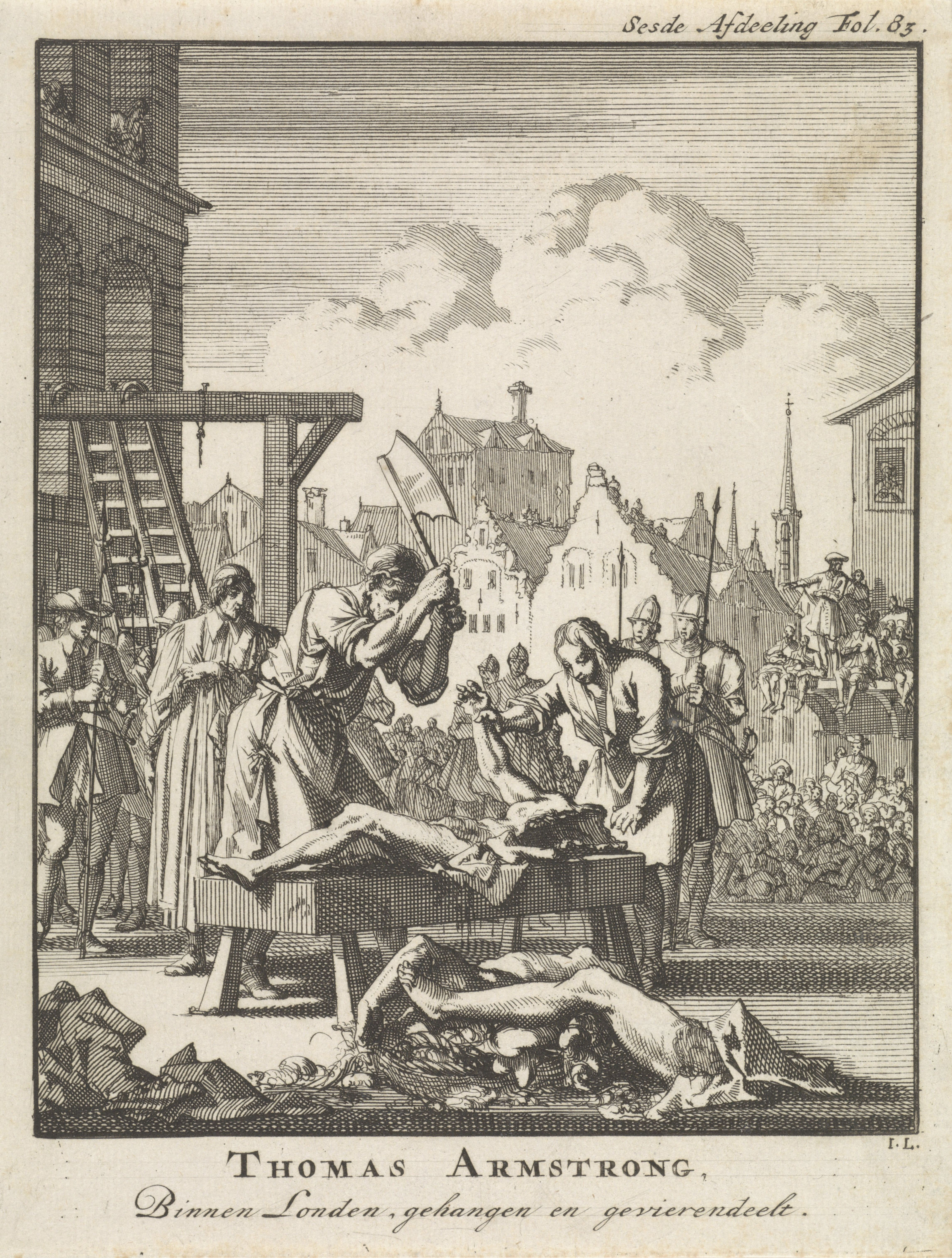
Hinrichtung von Thomas Armstrong im Jahre 1683, Kupferstich von 1684

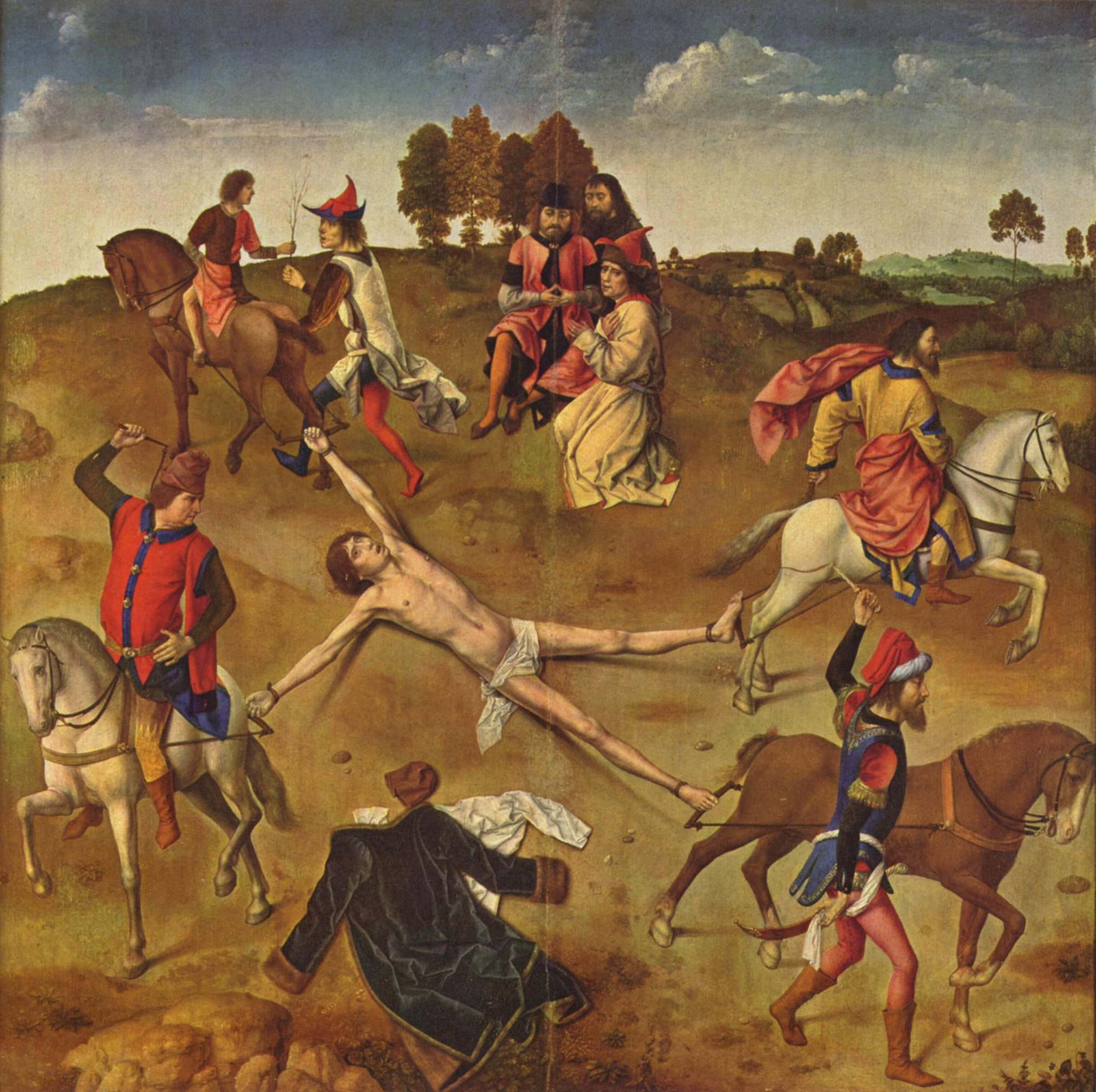
Dierick Bouts: Martyrium des Heiligen Hippolyt, 1470–1475

Die Vierteilung war im Mittelalter und in der Frühen Neuzeit eine mit Folter kombinierte Hinrichtungsprozedur, bei der das Opfer getötet und verstümmelt wurde, indem es in Stücke gehackt, geschnitten oder gerissen wurde. Häufig waren Verurteilte schon vor der Vierteilung tot, es sind aber auch Durchführungen bei lebendigem Leibe bekannt.
Die Methode zählt zu den brutalen historischen Hinrichtungsarten.

## Hintergründe und Vorgehensweisen
In Europa war die Strafe insbesondere bei Hochverrat, etwa versuchtem oder vollbrachtem Königsmord, vorgesehen. Im englischen Königreich wurden als Verräter verurteilte Personen mit Hanging, drawing and quartering („Hängen, Ausweiden und Vierteilen“) bestraft. Die Teile des zerlegten Leichnams wurden als mahnende Abschreckung ausgestellt. In Frankreich wurden im 15. Jahrhundert einige Personen zuerst enthauptet und anschließend gevierteilt. Auch die heute als erste deutsche Rechtsschrift geltende Constitutio Criminalis Carolina führt die Vierteilung auf, durchgeführt wurde die Strafe aber selten. Es sind Fälle bekannt, in denen das Opfer lebendig gevierteilt wurde.
Die Zerteilung geschah entweder durch den Scharfrichter mithilfe von Schneid- und Hackwerkzeug oder durch das Anbinden der Extremitäten an kräftige Tiere, die anschließend aufgescheucht und auseinandergetrieben wurden. Letztere Variante verlangte mitunter, dass der Scharfrichter im Voraus gewisse Sehnen durchtrennte.

## Gevierteilte Personen
- 1283 Dafydd ap Gruffydd
- 1305 William Wallace
- 1450 Jack Cade
- 1497 Michael An Gof, Thomas Flamank
- 1514 György Dózsa
- 1526 Jerg Ratgeb
- 1531 Huldrych Zwingli
- 1534 Jürgen Wullenwever
- 1567 Wilhelm von Grumbach und Christian Brück
- 1573 Lippold Ben Chluchim, Matija Gubec
- 1577 Cuthbert Mayne
- 1584 Balthasar Gérard
- 1589 Jacques Clément
- 1594 Jean Châtel
- 1597 Seweryn Nalywajko
- 1600 Simon Bingelhelm
- 1604 Liborius Wichart, Bürgermeister von Paderborn
- 1610 François Ravaillac
- 1616 Vinzenz Fettmilch
- 1653 Niklaus Leuenberger
- 1671 Stenka Rasin
- 1706 Johann Georg Kidler
- 1723 Christopher Layer
- 1757 Robert François Damiens
- 1771 Matthias Klostermayr
- 1772 Johann Friedrich Struensee und Enevold von Brandt
- 1775 Jemeljan Iwanowitsch Pugatschow
- 1781 José Gabriel Condorcanqui, Julián Apaza
- 1792 Joaquim José da Silva Xavier, als Tiradentes (= Zahnzieher) bekannt